# Alanís
Alanís is een gemeente in de Spaanse provincie Sevilla in de regio Andalusië met een oppervlakte van 280 km². In 2007 telde Alanís 1887 inwoners.